# Diseño participativo
El diseño participativo (también conocido como diseño cooperativo) es un enfoque para diseñar tratando activamente a todas las partes involucradas (empleados, socios, clientes, ciudadanos, usuarios finales) con el fin de ayudar a asegurar que el producto diseñado se ajuste a sus necesidades y se pueda utilizar. 
El diseño participativo es en sí mismo un proceso de ampliación de información, aprendizaje y acuerdos colectivos. Es tan importante la forma en que se desarrolla el proceso como los resultados de diseño a los que se llegan.  
El término es usado en diferentes campos de diseño de software, diseño urbano, arquitectura, arquitectura del paisaje, diseño de producto, sustentabilidad, diseño gráfico, planeación o incluso medicina como una forma de crear ambientes que son más sensibles y adecuados a sus habitantes, de los usuarios de las necesidades culturales, emocionales, espirituales y a su vez, prácticos. Se ha utilizado en muchos entornos y en diversas escalas. El diseño participativo es un enfoque que se centra en los procesos y procedimientos de diseño y no es un estilo de diseño. Para algunos, este enfoque tiene una dimensión política de capacitación y democratización. Para otros, es visto como una forma de la que se deroga la responsabilidad del diseño y la innovación de los diseñadores.
En varios países escandinavos de los años 1960 y 1970, se basa en el trabajo con los sindicatos, y su descendencia también incluye investigación-acción y el Sistema socio-técnico
El diseño es una actividad que surge históricamente cuando los seres humanos necesitan imaginar cómo pueden ser los objetos que requieren en su vida cotidiana—utensilios, mobiliario, vehículos, edificaciones, etcétera— en un momento previo a su , es decir, cuando las acciones de prefigurar y construir se llevan a cabo por separado, incluso por diferentes personas.

## Definición
Los participantes del diseño participativo (putativo, potencial o futuro) están invitados a cooperar con diseñadores, investigadores y desarrolladores durante el proceso de innovación. Potencialmente, participarán en varias etapas de un proceso de innovación: su participación durante la exploración y problema inicial, ayudan a definir tanto el problema y enfocar ideas para una solución, y durante el desarrollo, ayudan a evaluar soluciones propuestas.
Es elemental para lograr resultados positivos establecer el "desde donde" se pretende mirar el ejercicio del diseño y el planeamiento participativo, pues no se trata de evaluar y analizar una práctica relativamente novedosa, sino de lograr un encuadre desde lo político y lo cultural, del encuentro entre las prácticas tradicionales en el proceso de ocupación del territorio desarrollado por amplios grupos poblacionales y algunas maneras de acercamiento desarrolladas por grupos de profesionales que han venido acompañando procesos sociales específicos (López, 2008, p.28).

## Historia
Desde la década de 1960 hubo una creciente demanda de una mayor consideración de las opiniones de la comunidad en la toma de decisiones importantes. En Australia muchas personas creían que no estaban previstas "para", sino planificadas "en". (Nichols 2009). A falta de una consulta hecha al sistema de planificación parecer paternalista y sin la debida consideración de cómo los cambios en el entorno construido afectases principales usuarios. 
En Gran Bretaña "la idea de que el público debería participar se planteó por primera vez en 1965" (Taylor, 1990, p.86). Sin embargo, el nivel de participación es una cuestión importante. Como mínimo, los talleres y audiencias públicas ya se han incluido en casi toda el esfuerzo de la planificación. (Wheeler, 2004, p.46) Sin embargo, este nivel de consulta puede significar simplemente la información sobre el cambio sin la detallada participación. Participación que "reconoce un papel activo en la toma del plan" (Taylor, 1998, p. 86) no ha sido siempre fácil de lograr. El diseño participativo ha tratado de crear una plataforma para la participación activa en el proceso de diseño, para los usuarios finales.
El desarrollo nunca ha sido, como pretendían las fórmulas neoliberales, un resultado espontáneo del mercado sino que implica la acción y la participación de instituciones económicas y sociales específicas. Para constituir un proceso que permita afianzar una identidad cultural propia y consolidar la energía social que haga posible despertar y dinamizar la creatividad, es fundamental contar con el apoyo de los sectores sociales ligados a la educación.  
En relación con este tema Celso Furtado decía: “Si el objetivo estratégico es conciliar una alta tasa de crecimiento con la absorción del desempleo y la desconcentración del ingreso debemos reconocer que la orientación de las inversiones no puede subordinarse a la racionalidad de las empresas trasnacionales. Debemos partir del concepto de rentabilidad social a fin de que se consideren los valores sustantivos que encarnan los intereses de la colectividad en su conjunto.” (Furtado 2000: 9-12). 
"Desde el punto de vista antropológico, no hay razones para pensar que un uso sea más o menos legítimo que otro. Con todo derecho, cada grupo social cambia la significación y los usos. En este punto los análisis antropológicos necesitan converger con los estudios sobre comunicación porque estamos hablando de circulación de bienes y mensajes, cambios de significado, del pasaje de una instancia a otra, de un grupo a varios. En esos movimientos se comunican significados, que son recibidos, re-procesados o re-codificados. También necesitamos relacionar el análisis intercultural con las relaciones de poder para identificar quiénes disponen de mayor fuerza para modificar el significado de los objetos". (García Canclini, 2004: 35) 

### Historia en Escandinavia
El diseño participativo en realidad nació en Escandinavia y era llamado Diseño Cooperativo. Sin embargo, cuando los métodos se presentaron a la "cooperación" de la comunidad de EE. UU. era una palabra que no tuvo eco en la fuerte separación entre trabajadores y directivos - que no debían discutir formas de trabajar cara a cara. Por lo tanto, 'participativo' fue utilizado como lugar de las sesiones de diseño participativo iniciales no fueron una cooperación directa entre trabajadores y directivos, sentados en la misma habitación discutiendo cómo mejorar su entorno de trabajo y las herramientas, pero no hubo sesiones separadas para los trabajadores y gerentes. Cada grupo estaba participando en el proceso, no cooperando directamente. (en la reseña histórica de diseño cooperativo, en una conferencia escandinava).
En Escandinavia, los proyectos de investigación sobre la participación del usuario en los sistemas se remontan a la década de 1970 (Bødker 1996). Los llamados "enfoque colectivo de recursos" estrategias y técnicas desarrolladas para que los trabajadores pudieran influir en el diseño y uso de las aplicaciones informáticas en el trabajo: La Unión de trabajadores Noruegos de hierro y metal, dio su primer paso desde la investigación tradicional hacia trabajar con la gente, cambiando directamente el papel de los clubes de la unión en los proyectos (NHE y Kyng, 1987). 
Los proyectos escandinavos desarrollaron un enfoque de investigación-acción, haciendo hincapié en la cooperación activa entre los investigadores y los trabajadores de la organización para ayudar a mejorar la situación del trabajo. Mientras que los investigadores obtuvieron sus resultados, las personas que trabajaron lo hicieron con el mismo derecho a obtener algo del proyecto. El criterio se basa en las experiencias de las personas, proporcionando a ellos los recursos para poder actuar en su situación actual. El punto de vista de las organizaciones como fundamentalmente armoniosas —según la cual los conflictos en una organización son consideradas como pseudo-conflictos o "problemas" disueltos por el buen análisis y una mayor comunicación— fue rechazado en favor de una visión de las organizaciones que reconocen los conflictos fundamentales "no-absorbibles" en las organizaciones (NHE y Sandberg, 1979). 
Las "técnicas" de diseño participativo surgen fuertemente en la década del 70, como una reacción a las políticas "educativas" de "arriba hacia abajo" que implementaban los gobiernos en sus políticas socio habitacionales y como alternativa al reduccionismo del problema en sus aspectos técnico - funcional y formal, olvidando los efectos sociales que estos producían . Esto se refleja en los grandes desfases entre el diseño planificado y el uso real, determinando por ejemplo desarraigo, violencia y destrucción de conjuntos habitacionales en altura.
En el Proyecto Utopía (Bødker et al., 1987, En, 1988), los principales logros fueron los métodos de diseño basados en la experiencia, desarrollada a través de la atención en las manos sobre las experiencias, haciendo hincapié en la necesidad de alternativas técnicas y organizativas (Bødker et al., 1987).
El Proyecto de Florencia (Gro Bjerkness y Bratteteig Tone) comenzó una larga serie de proyectos de investigación escandinava en el sector de la salud. En particular, se trabajó con las enfermeras y los enfoques desarrollados para que las enfermeras pudieran tener voz en el desarrollo del trabajo en los hospitales. El proyecto Florencia puso la temática de género en la agenda con su punto de partida en un entorno de trabajo altamente generalizado.
La década de 1990 lideró a un número de proyectos que incluían el AT Project (Bødker et al., 1993) y los proyectos de EureCoop/EuroCode (Grønbæk, Kyng & Mogensen, 1995).
En los últimos años, ha sido un gran reto para el diseño participativo el aceptar el hecho de que el desarrollo de la tecnología ya no sucede como diseño de los sistemas aislados en comunidades bien definidas de trabajo (Beck, 2002). En los albores del siglo 21, se utiliza la tecnología en el trabajo, en casa, en la escuela y nos acompaña adonde vamos gracias a un sinnúmero de dispositivos móviles disponibles para personas y distintos tipos de vehículos.
En muchos grupos y proyectos en toda Escaninavia se aplican métodos de investigación de diseño participativo sobre una base regular, y, por tanto, son parte del desarrollo y la apropiación de los métodos, así como de la difusión de los métodos de la práctica industrial. 
Entre más prominente ha sido el Center for User-oriented IT-Design (CID) en el "Real Instituto de Tecnología". Con su experiencia en el proyecto Utopía, Yngve Sundblad varios colaboradores han desarrollado una plataforma para una serie de proyectos en los que participaron los socios industriales, así como socios del movimiento obrero y de las ONGs.
En el ámbito de las ONGs se desarrollaron métodos que surgieron del trabajo interdisciplinario y del respeto por la cultura y la identidad de los usuarios y en contraposición al antiguo eslogan se designó como una política de "abajo hacia arriba".
Estas técnicas aportaron importantes conocimientos a la hora de contrastar el diseño planificado con el uso y apropiación que los usuarios hacían de él.

## Campos del diseño participativo

### Planeación comunitaria y Placemaking
Importantes organizaciones internacionales tales como proyectos para espacios públicos crean oportunidades para una rigurosa participación en el diseño y creación de lugares, creyendo que es el ingrediente esencial para un ambiente exitoso. 
Más que solo consultar al público, PPS crea una plataforma para la comunidad para participar y codiseñar nuevas áreas, que reflejan su íntimo conocimiento. Proporcionan ideas, que los profesionales del diseño independiente, tales como arquitectos o incluso el gobierno local pudieran no tener.
Usando un método llamado Evaluación del lugar de acción o (place game), donde grupos de las comunidades son tomados del lugar de desarrollo propuesto, donde utilizan sus conocimientos para desarrollar estrategias de diseño que beneficiarán a la comunidad.
 Ya sea que los participantes son alumnos o profesionales, el ejercicio produce resultados espectaculares porque se basa en la experiencia de las personas que utilizan el sitio todos los días, o que son los potenciales usuarios del lugar. Esto involucra exitosamente la idea fundamental de diseño participativo, donde los diversos actores que serán los usuarios del producto final, están involucrados en el proceso de diseño como un colectivo (grupo social).
Proyectos similares han tenido éxito en Melbourne, Australia en particular en relación con los lugares disputados, en los que las soluciones de diseño a menudo son difíciles de establecer. La Reserva Talbot en San Kilda e enfrentó numerosos problemas de uso a disputarse, tales como convertirse en un lugar habitual para las trabajadoras sexuales y usuarios de drogas. Design In, que incorporó una variedad de usuarios clave de la comunidad sobre lo que querían para el futuro de la reserva, tradicionalmente permitió a voces marginadas participar en el proceso de diseño.
Los participantes describieron como "una experiencia transformadora al ver el mundo con otros ojos." (Press, 2003, p. 62). Esta es quizás la característica clave del diseño participativo, un proceso que permite que múltiples voces sean escuchadas y participen en el diseño, dando lugar a resultados que se ajustan a una amplia gama de usuarios. Como la planificación afecta a todo el mundo se cree que "aquellos cuyos medios de vida, entornos y vidas están en juego deben participar en las decisiones que les afectan" (Sarkissian and Perglut, 1986, p. 3)
The Institute of Placemaking es un centro de intercambio de conocimiento y una institución pública que da posibilidades espaciales a gente que desea un lugar para nuevas ideas y nuevos encuentros dentro de la ciudad.
El Institute no es permanente. Es nómada y cambiante. Éste se abre, se cierra, viaja, se esconde y crece. Siempre está improvisando y mejorando. El Institute está en permanente construcción.

### En el entorno construido
El diseño participativo tiene muchas aplicaciones en el desarrollo de espacios y para generar cambios en entornos ya construidos. Tiene en vista en particular a los planificadores y arquitectos, en relación con los proyectos de placemaking y regeneración de la comunidad. Se ofrece potencialmente como un enfoque mucho más democrático que el proceso de diseño, ya que implica más de una parte interesada. 
Mediante la incorporación de una variedad de puntos de vista hay una mayor oportunidad de obtener resultados exitosos. Muchas universidades y las grandes instituciones están empezando a reconocer su importancia. La Organización de las Naciones Unidas, los estudios globales involucran estudiantes de la Universidad de Columbia, la Universidad de Sídney y la Universidad Sapienza de Roma para ofrecer soluciones de diseño para Downtown Eastside de Vancouver, que sufría de problemas de drogas y alcohol. El proceso permitió la participación interdisciplinaria de los planificadores, arquitectos y diseñadores industriales, que se centraron en la colaboración y el intercambio de ideas e historias. (Kuiper, 2007, p. 52)

### En el desarrollo de la vivienda
El diseño participativo propende por la ubicación de esta disciplina (la vivienda) hacia un proceso en el cual todas las definiciones, todas las determinaciones sean el resultado de investigaciones convencionales y de participación-acción sobre la realidad del usuario definitivo; introduciendo las innovaciones necesarias para modernizar tanto su expresión simbólica contextualizada en los referentes del poblador, como la ecuación de tecnologías que generen sistemas constructivos masivos y eficientes (Becerra, 1986, p. 121).

## De la comunidad consultada a la comunidad de diseño
Muchos gobiernos locales en particular en Melbourne, Australia, requieren de una consulta comunitaria para hacer cambios importantes en el entorno construido. La participación comunitaria en el proceso de planificación es casi un requisito estándar en la mayoría de los cambios estratégicos.
El proyecto de la ciudad de Melbourne de reurbanización de Swanton Street recibió más de 5.000 respuestas por parte del público que les permite participar en el proceso de diseño comentando en siete diferentes opciones de diseño. Mientras que la ciudad Río Yarra recientemente llevó a cabo "Historias de la calle", para grabar ideas de la gente sobre el futuro de Smith Street. Se ofreció a los participantes una variedad de medios para explorar sus opiniones como mapas, encuestas de fotos y narración de cuentos. Aunque los consejos locales están tomando medidas positivas para el diseño participativo en lugar de los tradicionales métodos de planificación, muchas comunidades se están moviendo para llevar el diseño en sus propias manos.
El proyecto de la reparación de la ciudad de Portland, Oregón es una forma de diseño participativo, que involucra a la comunidad al codiseñar juntos en áreas problemáticas para hacer cambios positivos en su entorno. Se trata de la toma de decisiones y el diseño colaborativo sin la participación tradicional del gobierno o de los profesionales locales, sino que funciona con voluntarios de la comunidad. 
Peer-to-peer urbanismo es una forma descentralizada de diseño participativo para entornos urbanos y edificios individuales. Toma prestadas las ideas de organización del movimiento de software de código abierto, por lo que el conocimiento de los métodos de construcción y los planes de urbanismo se intercambian libremente.
El urbanismo de igual-a-igual es una manera innovadora de concebir, construir y reparar la ciudad que se basa en cinco principios básicos.
1) El urbanismo de igual-a-igual defiende el derecho humano fundamental de escoger el ambiente construido en el cual vivimos. La elección individual selecciona la opción que mejor llena nuestras necesidades entre las diversas posibilidades que generan una ciudad compacta y sostenible.
2) Todos los ciudadanos deben tener acceso a la información concerniente a su medio ambiente, de manera que se puedan involucrar en el proceso de toma de decisiones. Esto es posible y apoyado activamente por las TIC (Tecnologías de Información y Comunicación).
3) Los usuarios mismos deberían participar en todos los niveles del codiseño, y en algunos casos, de la construcción de su ciudad. Deberían ser tenedores de los riesgos de cualquier cambio en su medio ambiente que ha sido contemplado por el gobierno o los urbanizadores.
4) Los practicantes del urbanismo igual-a-igual están comprometidos a generar y diseminar conocimiento, teorías y tecnologías de origen abierto, y prácticas implementadas para el tejido urbano a escala humana de manera que estos sean libres para que cualquiera los use y los revise.
5) Los usuarios del medio ambiente construido deben tener el derecho de implementar repositorios para la evolución de los conocimientos, aptitudes y prácticas, que les proporcionan herramientas urbanas cada vez más sofisticadas y mejor adaptadas.

### En el desarrollo de software
En el mundo de habla inglesa, el término tiene una divisa en particular en el mundo del desarrollo de software, especialmente en los círculos relacionados con Profesionales Informáticos para la Responsabilidad Social (CPSR), que lo han manifestado en una serie de conferencias participativas de diseño. Se traslapa con el enfoque de la programación extrema lleva a la participación del usuario en el diseño, pero (posiblemente a causa de sus orígenes europeos sindicales) la tradición de Diseño Participativo pone más énfasis en la participación de una amplia población de usuarios en lugar de un pequeño número de representantes de los usuarios.
El diseño participativo puede ser visto como un movimiento de los usuarios finales en el mundo de los investigadores y desarrolladores, mientras que el diseño empático puede ser visto como un movimiento de investigadores y desarrolladores en el mundo de los usuarios finales. Hay una diferencia muy significativa entre el usuario y el diseño centrado en el usuario y el diseño en que hay una base teórica emancipadora y una base en la teoría de sistemas (Kristo Ivanov, 1972, 1995), sobre el que se funda el usuario de diseño. De hecho, el diseño centrado en el usuario es un constructo útil e importante, pero solo sugiere que los usuarios se toman como centro en el proceso de diseño, incluso consultando con los usuarios en gran medida, pero no permite a los usuarios tomar las decisiones, ni capacitar a los usuarios con las herramientas que los expertos utilizan.
Por ejemplo, el contenido de Wikipedia son los usuarios diseñando, cocreando, ya que los usuarios tienen las herramientas necesarias para hacer y rehacer sus propias entradas o modificar las de otros. Sin embargo el software wiki subyacente de Wikipedia se basa en diseño centrado en el usuario: mientras que los usuarios pueden proponer cambios o tener participación en el diseño, un grupo más pequeño y más especializado decide acerca de las características y diseño del sistema.
El trabajo participativo en el desarrollo de software ha tendido históricamente a dos trayectorias distintas, una en Escandinavia y el norte de Europa, y el otro en América del Norte. La tradición escandinava y del norte de Europa se ha mantenido cerca de sus raíces en el movimiento obrero (por ejemplo, Beck, 2002; Bjerknes, necrosis hematopoyética epizoótica, y Kyng, 1987). El norteamericano y la tradición cuenca del Pacífico ha tendido a ser a la vez más amplia (por ejemplo, incluyendo gerentes y ejecutivos como "partes interesadas" en el diseño) y más limitada (por ejemplo, el diseño de las características individuales, en contraste con el enfoque escandinavo para el diseño de sistemas completos y diseño de la obra que el sistema se supone que es compatible) (por ejemplo, Beyer y Holtzblatt, 1998; Noro y Imada, 1991). Sin embargo, un trabajo más reciente ha tendido a combinar los dos enfoques (Bødker et al, 2004;. Muller, 2007).

## Procesos, procedimientos, métodos y objetivos de diseño Participativo

### Diseño participativo distribuido
El "diseño participativo distribuido" (DPD) es un enfoque de diseño y la filosofía que apoya la participación directa de los usuarios y otras partes interesadas en el análisis de sistemas y el trabajo de diseño. Hoy en día los equipos de diseño a menudo se distribuyen, que hacen hincapié en la necesidad de apoyo y conocimientos acumulados desde el diseño de sistemas distribuidos. El diseño participativo distribuido tiene como objetivo facilitar la comprensión entre los diferentes grupos de interés en los equipos de diseño distribuidos dando a cada oportunidad de participar en actividades prácticas.

### Diseño participativo de un proyecto[5]
En el Manual de la participación para los actores humanitarios, del Groupe URD, 
se menciona que los procesos que se han de utilizar para asegurarse que el diseño participativo de un proyecto sea beneficioso tanto para la población afectada por la crisis como para los otros actores, incluida la organización humanitaria. Dichos procesos deben ser los siguientes:
- Priorizar las soluciones. El priorizar es analizar una serie de posibles soluciones en un contexto concreto e identificará las opciones que aborden los objetivos marcados de forma más efectiva y con el mayor impacto positivo. Principalmente, el éxito del proyecto depende de esta etapa, dado que los objetivos del proyecto y la estrategia de implementación se definirán según el análisis realizado en dicha etapa. Priorizar las soluciones requiere:
  - obtener una lista de posibles soluciones;
  - analizar y comparar cada solución teniendo en cuenta diferentes criterios, como analizar posibles soluciones, viabilidad, complementaria con cimientos, prácticas y técnicas locales, sostenibilidad de la solución;
  - establecer prioridades de manera colectiva entre las posibles soluciones que se pueden adoptar para el proyecto;
  - identificar posibles soluciones.

- Definir el proyecto. Una vez que se ha establecido una lista de soluciones prioritarias se puede determinar la estrategia del proyecto. Esta etapa es una de las más delicadas del ciclo del proyecto y puede ser difícil de llevar a cabo de una manera participativa, dado que es cuando se definen claramente los compromisos con respecto a los de la población. Definir el proyecto requiere clarificar:
  - los objetivos del proyecto, es decir, los problemas que abordará el proyecto;
  - los resultados o el rendimiento del proyecto;
  - el grupo meta;
  - las actividades a implementar para alcanzar los objetivos del proyecto;
  - los recursos necesarios para implementar estas actividades;
  - quién realizará cada tarea y qué va a aportar cada uno;
  - las estrategias institucionales de puesta en marcha, gestión y comunicación.

- Identificar al grupo meta. Relacionada con la definición de objetivos y resultados está la identificación del grupo meta, el grupo que se beneficiará directamente del proyecto. Identificar el grupo meta a un nivel amplio (por provincias o aldeas) ya se habrá hecho antes en el proceso, a menudo incluso antes de realizar la valoración. Identificar el grupo meta es uno de los pasos más delicados del ciclo del proyecto ya que toca los temas de seguridad y protección, discriminación y principios humanitarios de imparcialidad, neutralidad e independencia; que deberían tenerse en cuenta. Por lo tanto, es importante compartir con la población, las autoridades locales y otros actores las cuatro ideas principales asociadas al proceso de identificación del grupo meta:
  - ser lo más eficiente posible a la hora de aliviar el sufrimiento (tener un impacto verdadero con la asistencia disponible);
  - trabajar dentro de las restricciones de recursos;
  - asegurar que se atiende a las personas más vulnerables;
  - evitar los efectos de distorsión de la ayuda humanitaria.

- Definir las actividades e identificar los recursos necesarios. Las actividades son las tareas que se deberían realizar r para producir los resultados deseados y, por lo tanto, alcanzar los objetivos fijados. Implementar cada actividad requiere recursos que deberían planificarse en el plan de trabajo del proyecto. Finalmente, también se debería especificar en el diseño del proyecto quién se encarga de las distintas tareas y quién proporciona cada uno de los recursos. En conjunto, todos estos elementos componen el plan de trabajo del proyecto que se debería definir con los actores correspondientes. En otras palabras se debe definir responsabilidades y contribuciones que cada actor realizará.

- Cerrar la fase de diseño. El último paso del proceso de diseño requiere:
  - presentar todas las decisiones tomadas en relación con el futuro proyecto a la población afectada y los actores correspondientes y validar las mismas;
  - redactar y finalizar la documentación del proyecto;
  - comunicar los siguientes pasos antes de comenzar la fase de implementación, especialmente el proceso de movilización de recursos;
  - crear un espacio donde todos los elementos del programa puedan ser presentados y discutidos con una amplia selección de la población afectada.

Los procesos de diseño participativo requieren transparencia. Al final de esta fase se habrán generado más expectativas que en la fase de valoración. Es necesario asegurarse de mantener informados a miembros de la población y al resto de actores sobre el proceso de movilización de recursos, especialmente cuando están en marcha procesos largos con los donantes.

### Proceso de diseño participativo
A grandes rasgos, podemos englobar al proceso del diseño participativo en cuatro etapas:
1. Aproximación al problema.
En esta primera etapa hay un acercamiento entre los pobladores de una comunidad y el equipo técnico de asesores, a partir de la necesidad específica de resolver un problema urbano y/o arquitectónico. En este momento se forma un “colectivo” de trabajo para planear de manera conjunta el desarrollo del proyecto. A través del diálogo se consensan los intereses y las prioridades de los diversos actores involucrados. En esta fase resulta muy importante trabajar sobre la conformación y la cohesión del equipo y sobre la determinación de las prioridades que guiarán al resto del proceso.
Resultados esperados: un equipo de trabajo integrado por diversos actores —pobladores, técnicos, autoridades, etcétera— capaces de generar ideas, discutirlas, exponer sus intereses y acordar prioridades.
2. Investigación —conocimiento. 
Una vez conformado el equipo de trabajo, se recopila y analiza la información preliminar de cada uno de los componentes —urbano, social, económico, cultural— desde los cuales surgirán una variedad de ideas que se conjugarán en la propuesta de diseño. Cabe destacar que, desde el enfoque del diseño participativo, se hace prioritaria la “triangulación” de la información, es decir, la verificación de resultados a partir de varias fuentes, con diversos métodos y con distintos participantes.
Resultados esperados: Información útil para el desarrollo del proceso de diseño.
3. Generación de ideas de diseño.
Generalmente, en esta fase se trabaja con base en la realización de talleres de diseño. La información recolectada, analizada y sistematizada en la fase previa sirve de base para el desarrollo colectivo de ideas sobre la forma de los espacios urbanoarquitectónicos. Por medio del diálogo, se busca la participación activa del equipo asesor y la comunidad. Se trabaja sobre todo con materiales visuales (planos, croquis dibujos, fotografías) y maquetas. 
Resultados esperados: La generación colectiva de ideas y criterios de diseño.
4. Concreción y evaluación.
A partir de los materiales generados en el taller de diseño, el equipo asesor trabaja en la elaboración de propuestas, a manera de aproximación a las soluciones posibles. Estas propuestas se discuten, se confrontan y se evalúan en talleres de diseño sucesivos hasta que se logra consensuar un proyecto definitivo.
Resultados esperados: Un proyecto final consensuado por todos los actores involucrados en el proceso.
Es necesario aclarar que el proceso no necesariamente se desarrolla de manera lineal, en la secuencia expuesta anteriormente. Es posible que cada una de las fases se combine con otras. El desarrollo del proceso de diseño varía en cada caso particular.

### Diseño participativo en procesos sociales
Sus objetivos son construir un proceso de discusión extendido a todos los actores involucrados en los proyectos a través de la metodología del diseño participativo, sobre los espacios y usos que serán necesarios en una propuesta de programa y proyecto arquitectónico.
Profundizar las confluencias que existen.
Avanzar en la formulación concreta del programa y proyectos.

### Objetivos de la reflexión sobre la aplicación del proceso de diseño participativo
Verificar en qué medida el diseño participativo favoreció o no en estos casos:
- La comprensión, los acuerdos y la sostenibilidad de cambios ambientales.
- La transformación progresiva de actitudes y aptitudes para la gestión ambiental sustentable tanto de la población destinataria como de los profesionales que intervienen en el diseño.
- El desarrollo de condiciones adecuadas para optimizar y mejorar la economía social.
- La implementación de las políticas públicas de vivienda social considerando aspectos ambientales.
- Las propuestas que resultaron más productivas con relación a la forma tradicional de resolución de la problemática.

- Proceso metodológico general de diseño participativo. Fuente: Mariana Enet.

## Ecodiseño
El ecodiseño también se encuentra dentro de la filosofía del diseño participativo y es también conocido como Diseño para el Medio Ambiente. Se presenta como una metodología que considera la variable ambiental como un criterio más a la hora de tomar decisiones en el proceso de diseño de productos industriales, adicionalmente a otros tradicionalmente se han tenido en cuenta ( costes, calidad...) 
El objetivo último del Ecodiseño es mejorar el rendimiento medioambiental de los productos a lo largo de su ciclo de vida ( selección y utilización de la materia prima; fabricación, embalaje, transporte y distribución; instalación y mantenimiento; uso y fin de vida), mediante la integración sistemática de las cuestiones medioambientales en la etapa más temprana del diseño del producto. 
“El problema de la crisis climática que azota al mundo entero con consecuencias graves se añaden los efectos de la crisis alimentaria provocada de forma directa por las políticas comerciales de los países, llamados centrales, han puesto en práctica desde hace 20 años con la difusión del modelo económico neoliberal. Si bien se han dado grandes pasos hacia la comprensión de la crisis económica en tanto crisis de sobreproducción, sobreacumulación, de titularización y creación de capitales ficticios, no se han señalado suficientemente las conexiones, los efectos y los alcances que ella tiene en relación al agotamiento de los recursos naturales del planeta.” (Valdés, 2012)
Las educación media superior tiene la obligación de estar codo a codo con quienes son nuestra razón de ser, los ciudadanos que confiaron en el Estado para que nuestras casas de estudio formen profesionales comprometidos con la búsqueda y generación de un conocimiento al servicio de las necesidades de la población y no de las corporaciones o los intereses individuales. En muchas oportunidades, el diseñador “sale” al proyecto a partir del reciclaje o la reutilización de materiales que son descartes industriales o desechos domésticos. Con una mirada ecológica, se pone en valor cualquier pequeño trozo de material y parece una falta de responsabilidad que sea desperdiciado. 
El propósito de ser útil a una necesidad se confunde con el de innovar para vender como un fin en sí mismo, la razón de ser necesario o útil es inherente al diseño; es una razón intrínseca, esencial. Si diseñar implica la creación de formas a un propósito entonces el propósito del diseño forzosamente es siempre responder a una necesidad del hombre ya que el ser humano es un ser libre, lo que le permite hacerse en el mundo precisamente son sus posibilidades porque al ser está siendo con. Ésta común – unidad con todos los seres vivos debe de ser entonces rectora para aquellos que tenemos la tarea de darle el significado a las cosas, el fin tanto como el objetivo del diseño es crear objetos que respondan a las necesidades del hombre en su hábitat, su entorno social y físico. Gui Bonsiepe, diseñador industrial nacido en Alemania argumenta que “el diseño se debe de hacer desde los mismos países, en el contexto en el que se vive.” Esto se refiere a que los objetos deberían de ser diseñados en su país de contexto para que realmente recobren un sentido y para que verdaderamente puedan satisfacer las necesidades específicas del país o lugar. Este tipo de desarrollos incentivan la economía local y no alimentarían por objetos “nonsense” una economía neoliberal global. Ésta propuesta de Bonsiepe nos acerca a un diseño participativo y consciente, y no a lo que actualmente se afirma en cuanto a que los diseñadores están obsesionados con el objeto, cuando en realidad la atención debe de estar puesta en el espacio donde la acción, el usuario y el objeto se articulan.